# 西华街道
西华街道，是中华人民共和国四川省成都市金牛区下辖的一个乡镇级行政单位。

## 行政区划
西华街道下辖以下地区：
兴盛社区、金牛社区、跃进社区、青杠社区、涧漕社区、兴瓦社区、府河新居社区、富家社区、侯家社区、金罗社区。